# Hareby
Hareby – wieś w Anglii, w Lincolnshire. Leży 36.5 km od Lincoln i 183.9 km od Londynu.
W 1961 roku civil parish liczyła 30 mieszkańców. Hareby jest wspomniana w Domesday Book (1086) jako Harebi.